# Z Tobą na chacie
Z Tobą na chacie – drugi singel polskiej piosenkarki Darii Zawiałow z jej czwartego albumu studyjnego, zatytułowanego Dziewczyna pop. Singel został wydany 18 sierpnia 2023.
Kompozycja znalazła się na 1. miejscu listy OLiA, najczęściej odtwarzanych utworów w polskich rozgłośniach radiowych. Nagranie otrzymało w Polsce status podwójnie platynowego singla, przekraczając liczbę 100 tysięcy sprzedanych kopii.

## Geneza utworu i historia wydania
Utwór napisali i skomponowali Daria Zawiałow i Bartosz Dziedzic, który również odpowiada za produkcję piosenki.
Singel ukazał się w formacie digital download 18 sierpnia 2023 w Polsce za pośrednictwem wytwórni płytowej Sony Music Entertainment Poland. Piosenka została umieszczona na czwartym albumie studyjnym Zawiałow – Dziewczyna pop w tzw. „Rozdziale Pete Stop”.
13 lutego 2024 zaprezentowała piosenkę podczas gali Bestsellerów Empiku 2023.

## „Z Tobą na chacie” w stacjach radiowych
Nagranie było notowane na 1. miejscu w zestawieniu OLiA, najczęściej odtwarzanych utworów w polskich rozgłośniach radiowych.

## Teledysk
Do utworu powstał teledysk w reżyserii Nikodema Marka i Jakuba Wójcika, który udostępniono w dniu premiery singla za pośrednictwem serwisu YouTube.

## Lista utworów
- Digital download[2]

1. „Z Tobą na chacie” – 3:04

## Notowania
| Kraj   | Lista (2023)             | Najwyższa pozycja |
| ------ | ------------------------ | ----------------- |
| Polska | Billboard Poland Songs   | 11                |
| Polska | OLiS – single w streamie | 11                |

| Kraj   | Lista (2023)                   | Najwyższa pozycja |
| ------ | ------------------------------ | ----------------- |
| Polska | OLiS – oficjalna lista airplay | 1                 |

| Kraj   | Lista (2023)                   | Pozycja |
| ------ | ------------------------------ | ------- |
| Polska | OLiS – oficjalna lista airplay | 26      |

## Certyfikaty
| Kraj          | Certyfikat         | Sprzedaż |
| ------------- | ------------------ | -------- |
| Polska (ZPAV) | 2× platynowa płyta | 100 000+ |

## Wyróżnienia
| Rok  | Konkurs                  | Kategoria                   | Rezultat    |
| ---- | ------------------------ | --------------------------- | ----------- |
| 2023 | Gorąca 100               | 100 największych hitów 2023 | 20. miejsce |
| 2023 | Przebój roku RMF FM 2023 | Przebój roku                | 4. miejsce  |